# Willi Deutzmann
Willi Deutzmann (* 5. Februar 1897 in Wald; † 28. August 1958 in Solingen) war ein deutscher Maler und Graphiker.

## Leben und Werk
Willi Deutzmann wurde als Sohn eines selbstständigen Heimarbeiters für Schneidwaren in Wald (heute Stadtteil von Solingen) geboren. Nach der Volksschule begann er 1911 eine Lehre als Damaszierer mit Besuch der gewerblichen Fachschule. Dort erhielt er Zeichenunterricht bei Paul Woenne und Carl Reschke. 
Nach seinem Einsatz als Soldat im Ersten Weltkrieg arbeitete er als Damaszierergeselle in verschiedenen Werkstätten. Gleichzeitig nahm er Unterricht im Akt- und Figurenzeichnen bei Ludwig Füllbeck an der Fachschule für Metallgestaltung und Metalltechnik. 1919 machte er sich selbstständig in seinem Beruf, wurde aber zunehmend künstlerisch tätig im eigenen Atelier. In den dreißiger Jahren hatte er Kontakte zu bekannten Künstlern wie Georg Meistermann, Heinrich Nauen und Oskar Schlemmer. Im Gegensatz zu anderen trat er aber nicht politisch in Erscheinung und erhielt keine Beschränkung seiner Tätigkeiten.
1940 gewann er den 1. Preis in einem Wettbewerb der Industrie- und Handelskammer mit dem Bild Müngstener Brücke. Daraufhin gab er seine Arbeit als Damaszierer auf, wurde freier Maler und erhielt ein Stipendium der Stadt Solingen für außergewöhnliche künstlerische Leistungen. Es folgten weitere Preise, und er unternahm mehrere Reisen im In- und Ausland.
Nach dem Krieg wurde er Mitglied des neugegründeten Westdeutschen Künstlerbundes in Hagen sowie der Künstlergruppe „junger westen“ in Recklinghausen. Schließlich folgte 1952 noch der Vorsitz in der Werkgemeinschaft Ruhr „Der Hellweg“. In den letzten Lebensjahren trat er ab 1955 die Nachfolge seines ehemaligen Lehrers Ludwig Füllbeck an und leitete die Klasse für Akt- und Figurenzeichnen an der Solinger Fachschule.
Willi Deutzmann war ein begeisterter Maler mit vielseitigem Schaffen. Seine künstlerischen Anfänge fielen in die 1920er-Jahre, die Zeit des Kubismus, des Expressionismus, des Abstrakten sowie der neuen Sachlichkeit. Politischem Druck entzog er sich durch andere Themenauswahl, beispielsweise Blumen- und Pflanzenbilder, Landschaften und Ansichten. Er wahrte die sichtbare Form und blieb damit einer gegenständlich-naturalistischen Kunstrichtung verbunden. Nach Kriegsende veränderte er sich erneut und fand den Weg zu seiner individuellen Kunst.

## Stiftung, Freundeskreis und Ehrung
Nach dem Tod 1985 der Witwe Willi Deutzmanns erhielt die Stadt Solingen eine Stiftung von rund 2.000 Werken des Künstlers mit Ölgemälden, Aquarellen, Temperabildern und graphischen Arbeiten (Ursula Deutzmann Stiftung). Diese Sammlung befindet sich im Kunstmuseum Solingen.
Der Freundeskreis Willi Deutzmann e. V. setzt sich seit 1987 dafür ein, das künstlerische Werk des Malers und seinen schriftlichen Nachlass zu erfassen und dessen wissenschaftliche Bearbeitung zu fördern.
In Solingen-Wald wurde die Deutzmannstraße nach dem Künstler benannt.